# Iiliänjärvi
Iiliänjärvi är en sjö i Finland. Den ligger i kommunen Sotkamo i landskapet Kajanaland, i den centrala delen av landet, 500 km norr om huvudstaden Helsingfors. Iiliänjärvi ligger 196 meter över havet. I omgivningarna runt Iiliänjärvi växer i huvudsak barrskog. Arean är 25,5 hektar och strandlinjen är 2,36 kilometer lång. Sjön  ingår i Uleälvens huvudavrinningsområde. 